# 奧吉布韋 (密蘇里州)
奧吉布韋（英語：Ojibway）是位於美國密蘇里州韋恩縣的鬼鎮。

## 歷史
奧吉布韋的郵局於1901年設立，其後於1940年停運。

## 地理
奧吉布韋所處的海拔為高於海平面111米（即364英呎），而該地所採用的時區為UTC-6，即北美中部時區（CST）。同時該地設有夏令時間，為UTC-6調快一小時，即UTC-5（CDT）。